# Чорна вдова (Меліна Востокова)
Меліна Востокова (англ. Melina Vostokova), також відома як Залізна діва (англ. Iron Maiden) — вигаданий персонаж, шпигунка з коміксів американського видавництва Marvel Comics і третій персонаж, що використовує ім'я Чорна вдова (англ. Black Widow). Спочатку була агентом російського уряду. Її змусили жити в тіні легендарної Чорної Вдови. Це викликало у неї глибоку ненависть до Вдови. Врешті-решт вона залишила службу в Росії і стала позаштатним вбивцею і найманцем.

## Біографія вигаданого персонажа
Меліна народилась у Сєрові, Свердловської області, СРСР. Залізна діва була однією із групи вбивць, яких послав Деймон Дран для вбивства Чорної Вдови. Залізна Діва перемогла інших вбивць і була на межі перемоги над Вдовою, коли її перебив Джиммі Ву та ескадрон Щ.И.Т.а. Меліна втекла і за нею пішли в каналізацію Ву і Вдова. Вона застали їх в засаді, але Ву використав його енергетичний бластер, щоб пробити дірку в підлозі, на якій вона стояла, що висмоктало її на наступний рівень.
Залізна діва була однією з надлюдських жінок, Фемізонів, зібраних Суперією, як частина її змови, щоб стерилізувати решту світу та отримати силу для своєї потенційної нації всіх жінок. Вона була частиною армії, яка розгромила і захопила Капітана Америку та Паладіна, коли вони намагалися прокрастись на борт корабля до острова Суперії Фемізонії. Меліна була однією з невеликої групи, яка залишилася Суперією, як її «лейтенанти» після поразки.
Залізна діва супроводжувала Суперерію та інших Фемізонів, що залишилися, до Бока Каліенте на виставці AIM Зброї. Суперія намагалася стратити керівника AIM Алессандро Браннекса, щоб взяти на себе AIM для власних потреб, що призвело її групу до конфлікту з M.O.D.A.M. та інших сил безпеки AIM. Крім того, вбивство зазнало невдачі, оскільки Суперія не усвідомила, що Браннекс був адаптоїдом. М. О. Д. А. М. здолали Суперерію та Чорну пташку, але Залізна Діва не змогла дістатися до них, щоб навіть спробувати зупинити її.
Коли США ухвалили свій Закон про реєстрацію надлюдських людей, Залізна діва намагалася отримати підроблене посвідчення і емігрувати до Канади. Її переслідували Фіксер, Джойстик і Мах IV Громових болів. Джойстик збив Залізну діву, в той час як Фіксер і Мах IV вступили у бійку з нею.

## Сили і здібності
Залізна діва має нормальні людські сили жінки її віку, зросту та розвитку. Вона займається регулярними фізичними вправами.
- Майстер бойових мистецтв: Меліна освоїла багато видів рукопашного бою.[8]
- Майстер-вбивця: Меліна має великий досвід в техніці вбивств.[9]
- Майстер шпигун: Меліна — небезпечний секретний агент, яка навчилась шпигунству, прихованости, маскуванню, проникненню та знесенню.[9]
- Експерт зі зброї: Меліна — експерт із більшости зброї та транспортних засобів.[9]
- Багатомовна: Меліна вільно володіє російською, англійською та багатьма іншими мовами.

## В інших медіа

### Фільми

#### Кіновсесвіт Marvel
- Чорна вдова

Рейчел Вайс зіграла персонажа в Кіневсесвіті Marvel у фільмі Чорна вдова, у якому Меліна Востокова є Чорною вдовою.